# Oberstaufen Cup 2003
L'Oberstaufen Cup 2003 è stato un torneo di tennis facente parte della categoria ATP Challenger Series nell'ambito dell'ATP Challenger Series 2003. Il torneo si è giocato a Oberstaufen in Germania dal 7 al 13 luglio 2003 su campi in terra rossa.

## Vincitori

### Singolare
Martín Vassallo Argüello ha battuto in finale  Andreas Seppi con il punteggio di 6–1, 6–4

### Doppio
Kornel Bardoczky /  Gergely Kisgyorgy hanno battuto in finale  Ignacio Gonzalez-King /  Ricardo Schlachter con il punteggio di 4–6, 7–6(4), 6–2